# Tejados de paja

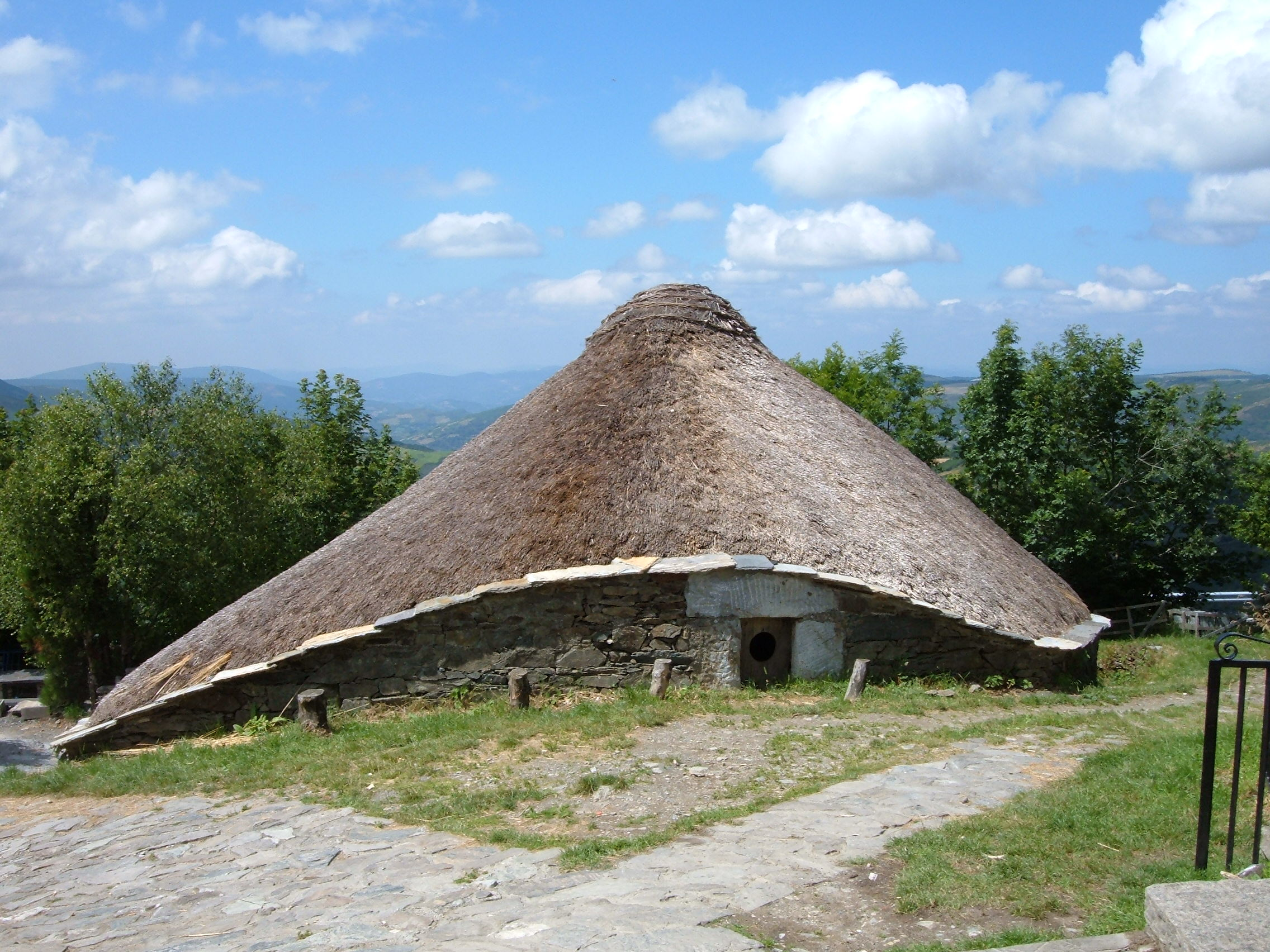
Palloza gallega.

Las cubiertas vegetales se construyen artesanalmente realizando una cubierta con vegetación seca como paja, carrizo, juncia, junco y brezo y colocándola en capas, de forma que el agua se elimine lejos de la cubierta interna. Probablemente sea este el material más antiguo que se ha utilizado en tejados, usándose tanto en climas tropicales como templados. Algunos constructores de países en vías de desarrollo aún utilizan las cubiertas vegetales, construyéndolas normalmente con vegetación de la zona y de bajo coste. Como contraste, en algunos países desarrollados existe una demanda de este tipo de cubierta, por parte de ciudadanos acomodados que quieren dar a su hogar un aire rústico o exótico. 

## Historia

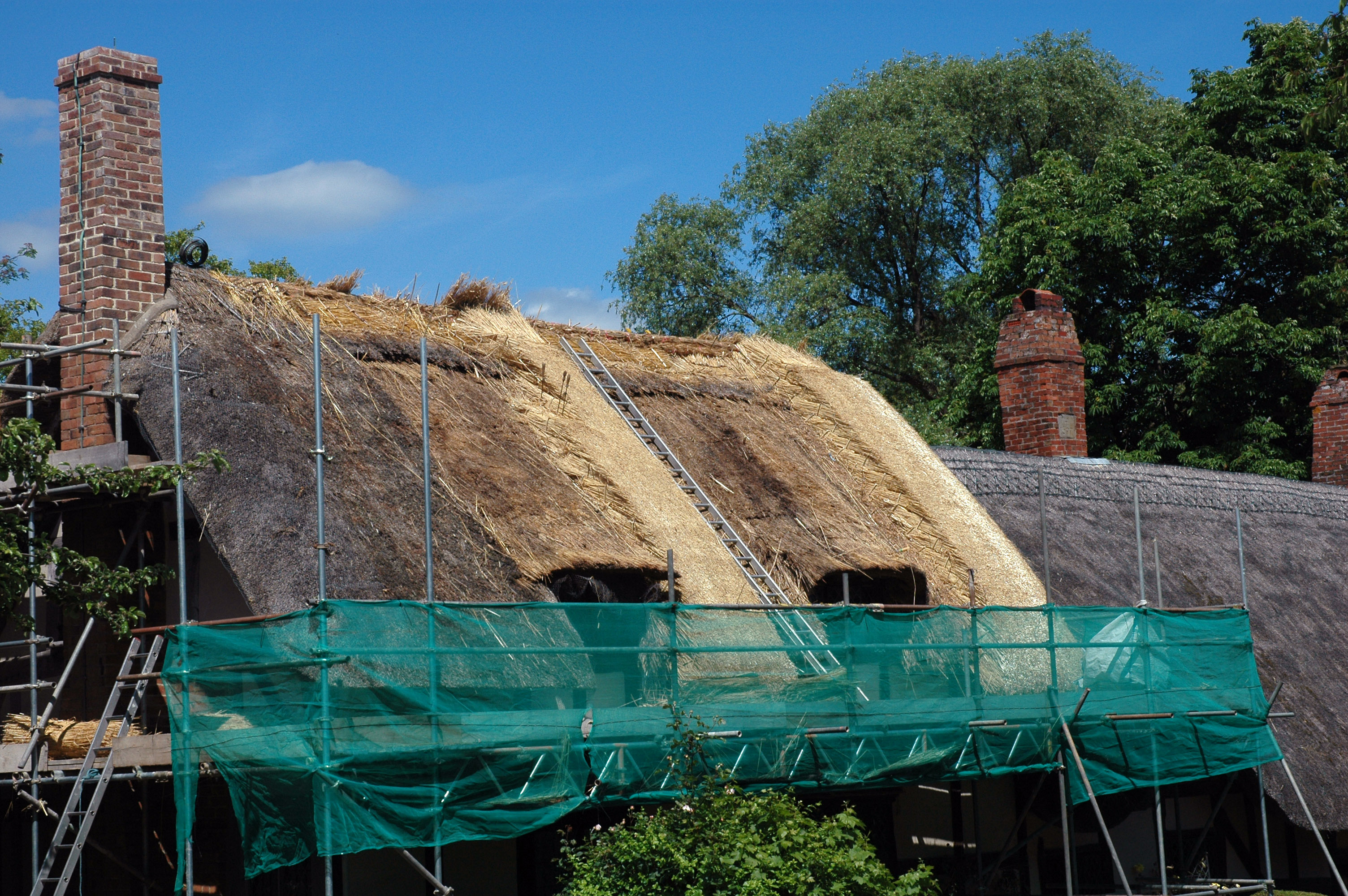
Renovación de la cubierta vegetal.

La tradición de las cubiertas vegetales ha ido pasando de generación en generación durante miles de años. Existen pocas descripciones de sus técnicas constructivas, especialmente en las regiones tropicales. En los países ecuatoriales las plantas son el material local usado con frecuencia en cubiertas, y a menudo en paredes. 
Existe constancia de las cubiertas vegetales europeas desde antes de la Edad Media, cuando se formaron las primeras poblaciones. La creación de los pueblos trajo consigo la necesidad de un material de construcción fácilmente disponible, económico y duradero como la paja. A causa de los incendios producidos en distintas ciudades medievales, se redactó en Londres la primera normativa vigente de construcción, que prohibía la edificación de nuevas cubiertas vegetales y ordenaba el encalado de las que ya existían con una capa de yeso.

## Material para las cubiertas vegetales

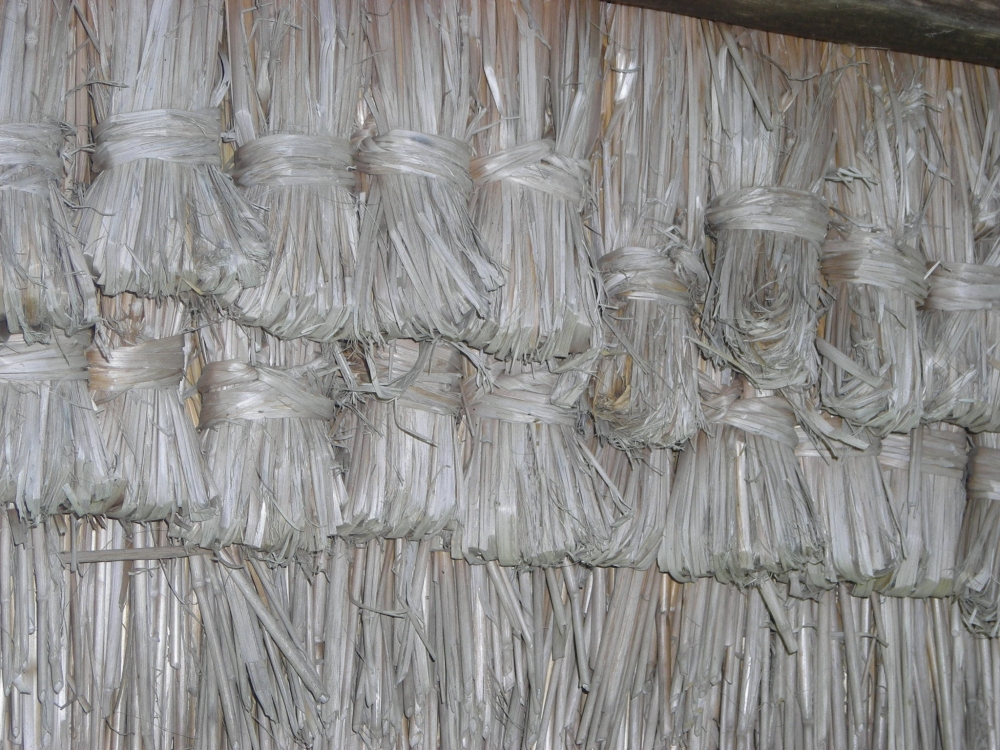
Técnica de atado utilizada en el recubrimiento con plantas.
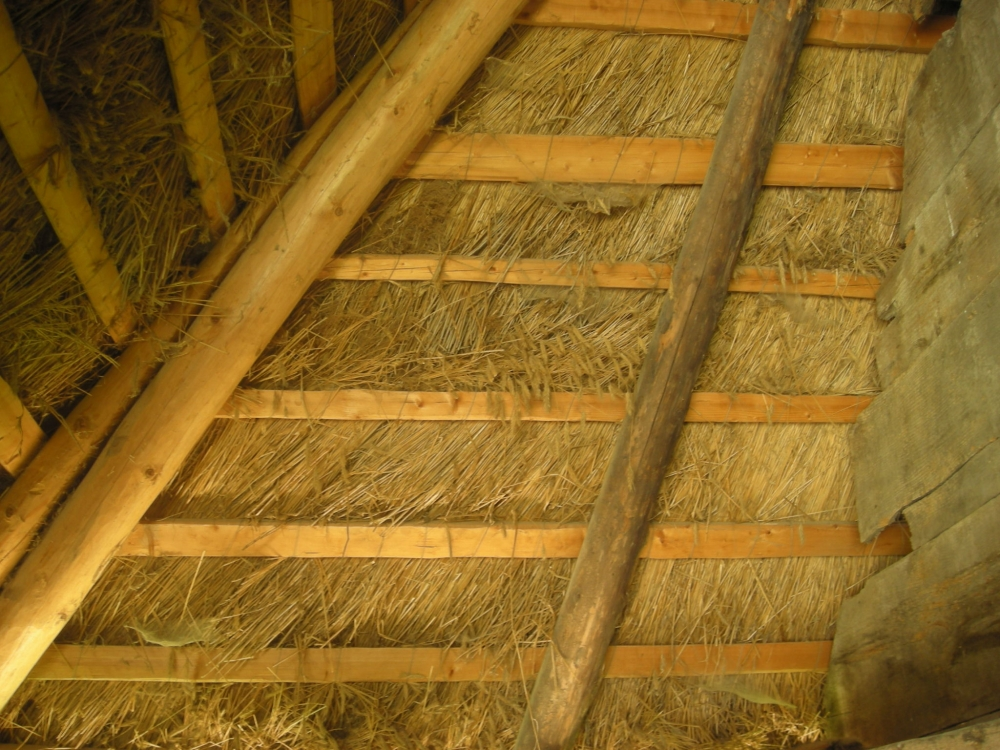
Vista interior de una casa con cubierta vegetal.
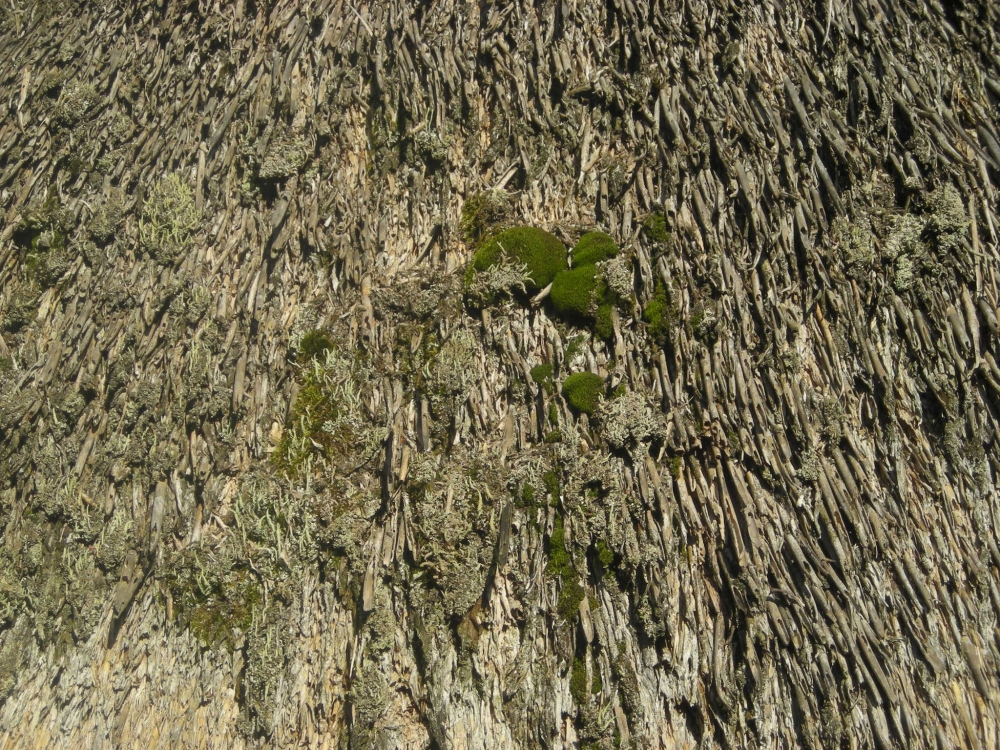
Capa exterior de musgo y liquen en una cubierta vegetal.

Sólo en el Reino Unido existen más cubiertas vegetales que en cualquier otro país de Europa. El material utilizado tradicionalmente en una gran parte de Inglaterra es el carrizo (especialmente en el condado de Norfolk) y la paja de cereal, cultivada en la actualidad por productores especializados. Una cubierta vegetal de buena calidad puede resistir entre 45 y 50 años, si ha sido realizada por un artesano experimentado.

## Enlaces relacionados
- Construcciones de techo de paja Archivado el 3 de junio de 2010 en Wayback Machine.
- «Cubiertas de paja». Archivado desde el original el 30 de junio de 2010. Consultado el 25 de enero de 2012.
- Pallozas de los Ancares Archivado el 1 de julio de 2013 en Wayback Machine.
- TEITOS-Premio de Investigación EUROPA NOSTRA 2011

- Datos: Q874531
- Multimedia: Thatched roofs / Q874531